# Mey & Edlich
Die Mey & Edlich GmbH ist ein deutsches Versandhaus, das als Marke zur Walbusch Walter Busch GmbH & Co. KG gehört. Das 1870 als Stoffwäschefabrik gegründete Unternehmen hat heute seinen Sitz in der Ernst-Mey-Straße in Leipzig.

## Geschichte

Katalogseite

Der sächsische Unternehmer Ernst Mey ging nach einer umfangreichen kaufmännischen Ausbildung in Deutschland im Jahre 1866 nach Paris, um dort in einem amerikanischen Bankhaus seine Kenntnisse und Fähigkeiten weiter zu vertiefen. Während dieser Zeit entdeckte er den erfolgreichen abknöpfbaren Kragen aus Papier. 1867 übernahm er in Paris den Geschäftszweig für Papierkragen und -manschetten von dem amerikanischen Unternehmen Gray’s American Moulded Paper Collar Co. Mey erwarb auch die entsprechenden Patente und gründete das Unternehmen E. Mey & Co.
Bereits 1868 wurde sein Jugendfreund Franz Emil Bernhard Edlich († 1885) Teilhaber. 1870 erwarb Ernst Mey das Grundstück der ehemaligen Dr. Sellnickschen Teppichweberei in der Nonnenstraße und übersiedelte kurz darauf von Paris nach Plagwitz bei Leipzig. Dort gründete er im selben Jahr das Unternehmen Mey & Edlich und nahm wenig später mit 20 Beschäftigten die Produktion auf. Außerdem eröffnete er am Leipziger Neumarkt ein Geschäft zum Verkauf der Produkte. Im Dezember 1872 führte Mey im Gewerbeverein Plagwitz-Lindenau den von ihm entwickelten Papierkragen vor. 1876 stieg Mey & Edlich in das Versandgeschäft mit Stoffwäsche (Papier mit leinenähnlichem Stoffbezug) ein. Der erste bebilderte Versandkatalog Deutschlands folgte schon bald. Das war zu dieser Zeit etwas Neuartiges und begründete den weiteren Erfolg des Unternehmens. Somit gelten Ernst Mey und sein Unternehmen als Begründer des deutschen Versandhandels.
Der sächsische König ernannte Mey & Edlich 1881 zum Hoflieferanten.
Bereits Ende der 1870er Jahre erweiterten Mey & Edlich das Sortiment um Kolonialwaren, Seifen und Parfums. Später folgten Uhren, Schmuck, Lederwaren, Reiseartikel, Einrichtungsgegenstände u. ä.
Nachdem Edlich 1885 verstorben war, führte Mey das Unternehmen allein weiter, er erweiterte 1884–1886 die Produktion und errichtete in der damaligen Gemeinde Schleußig in der Seumestraße 29 (heute Ecke Holbein-/Stieglitzstraße) eine „Celluloid-Fabrikation“, der 1887 mit der Deutschen Celluloid-Fabrik in Eilenburg eine weitere Produktionsstätte folgte. Beide Betriebe gingen später in einer selbstständigen Aktiengesellschaft auf, der am 10. Januar 1890 gegründeten Deutschen Celluloidfabrik Actiengesellschaft in Leipzig.
Das Unternehmen Mey & Edlich errichtete 1887 in der Elsterstraße 1–5 (seit 1888 Ernst-Mey-Straße) ein neues Fabrikgebäude zur Herstellung von Papierwäsche. Ein weiteres Produktionsgebäude entstand in der benachbarten Nonnenstraße 12–18.
Es folgten die Eröffnungen weiterer Verkaufsgeschäfte in Hamburg, München, Berlin, Zürich und London, sodass das Unternehmen 1903, dem Todesjahr Meys, mit inzwischen 2.000 Beschäftigten im Versandhandel den ersten Platz im Weltmaßstab einnahm. Ernst Meys Nachfolger wurde Curt Berger, der mit Meys ältester Tochter Helene verheiratet war.
1907 entstand direkt an der Weißen Elster in der Nonnenstraße 5, unweit des Hauptsitzes, ein neues Produktionsgebäude (Architekten Händel & Franke). Nach dem Ersten Weltkrieg erweiterte man die Produktion um Briefordner, Schreib- und Metallwaren. Wegen der sich während der Inflation in den 1920er Jahren zu rasant ändernden Preise musste der Versandhandel eingestellt werden. Als Alternative baute das Unternehmen ein Filialnetz mit Niederlassungen in Kopenhagen, Stockholm, Rotterdam, Wien, Brüssel und Oslo auf. Der Zweite Weltkrieg machte dieses neue Konzept zunichte. Am 20. Februar 1944 wurden die Gebäude Nonnenstraße 12–18 bei einem Bombenangriff komplett zerstört. Dieses Grundstück wurde in den 1950er Jahren an die Energieversorgung abgegeben, die dort ein Umspannwerk errichtete. Nachdem 2005 auf dem Teilgrundstück Nonnenstraße 12 ein Ersatzneubau für das Umspannwerk entstand, konnte am 27. April 2009 in der Gleisstraße 1 die vom Architekten Hans Wittig entworfene Kindertageseinrichtung Käferhaus eröffnet werden, die auf einem 4.600 m² großen Teil des ehemaligen Mey-Grundstücks errichtet wurde.
Nach dem Zweiten Weltkrieg konnte 1946 in der Nonnenstraße 5 die Fertigung von Papierkragen und Kartonagen wieder aufgenommen werden. In der DDR wurde das Unternehmen 1953 in staatliche Verwaltung übernommen: Mey & Edlich in Verwaltung, 1955/56 erfolgte die Gleichstellung mit der volkseigenen Industrie. Deshalb verlegte Mey & Edlich unter der Leitung von Curt Bergers Schwiegersohn Gerhard Silbermann seinen Hauptsitz nach München. Das Unternehmen konzentrierte sich nun darauf, Geschäfte in den westdeutschen Großstädten einzurichten und neue Produktionsstätten in Baden-Württemberg aufzubauen. In den 1950er Jahren wurde auch Damenmode in das Programm aufgenommen. Später spezialisierte man sich auf Modefilialen im hochwertigen Markensegment, die im Franchise-System betrieben wurden und Marken internationaler Top-Designer präsentierten.
In Leipzig dagegen wurde zunächst die Papierkragenfertigung fortgeführt. Nach Absatzrückgängen bei den Kragen wurde zusätzlich die Hemdenproduktion aufgenommen. 1960 erfolgte die endgültige Einstellung der Papierkragenproduktion. Von 1961 bis 1968 stellte man zusätzlich Herrenschlafanzüge und ab 1968 auch Arbeitsbekleidung her.
Der Betrieb in der Nonnenstraße kam 1972 zum VEB Plastex Delitzsch und wurde 1980 erst dem VEB Kombinat Oberbekleidung Lößnitz, dann 1981 dem VEB Kombinat Baumwolle, Karl-Marx-Stadt zugeordnet. Im Oktober 1981 erfolgte der Fernwärmeanschluss an das Heizhaus des VEB Buntgarnwerke. 1984 arbeiteten noch etwa 100 Beschäftigte in der Nonnenstraße 5. Der Betrieb in der Holbeinstraße kam 1980 zur Gummiwarenfabrik VEB Elguwa.

Fabrikgebäude von Mey & Edlich
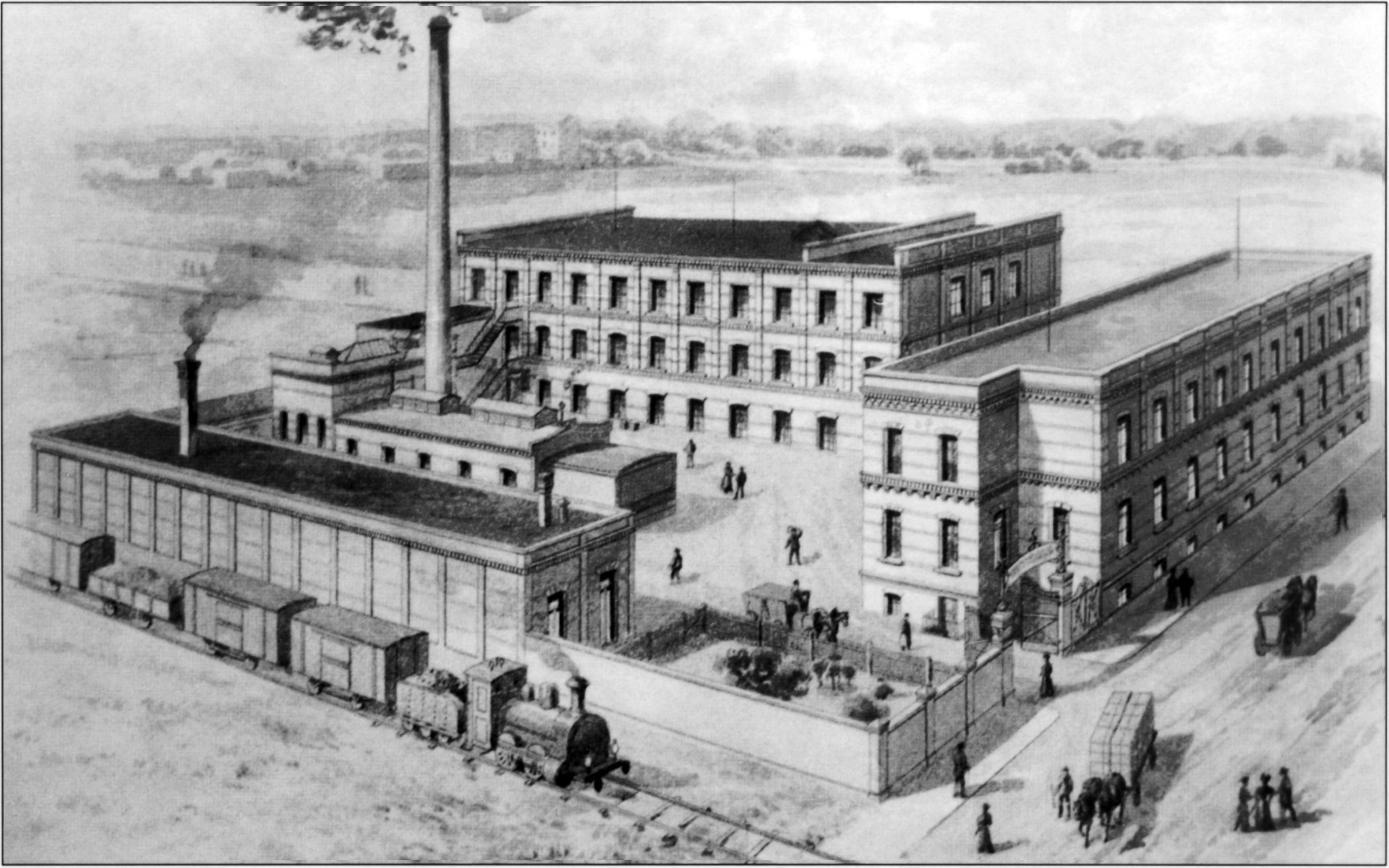
Celluloidfabrik in der heutigen Holbeinstraße, im Vordergrund die Verbindungsbahn Connewitz–Plagwitz
Fabrik an der Nonnenstraße, rechts die spätere Ernst-Mey-Straße (um 1881)
Fabrik und Warenhaus, links die Brücke über die Weiße Elster im Zuge der späteren Ernst-Mey-Straße (um 1883)
Produktionsgebäude in der Nonnenstraße 12–18 Ecke Ernst-Mey-Straße (um 1900)
Fabrikgelände an der Weißen Elster (um 1910)
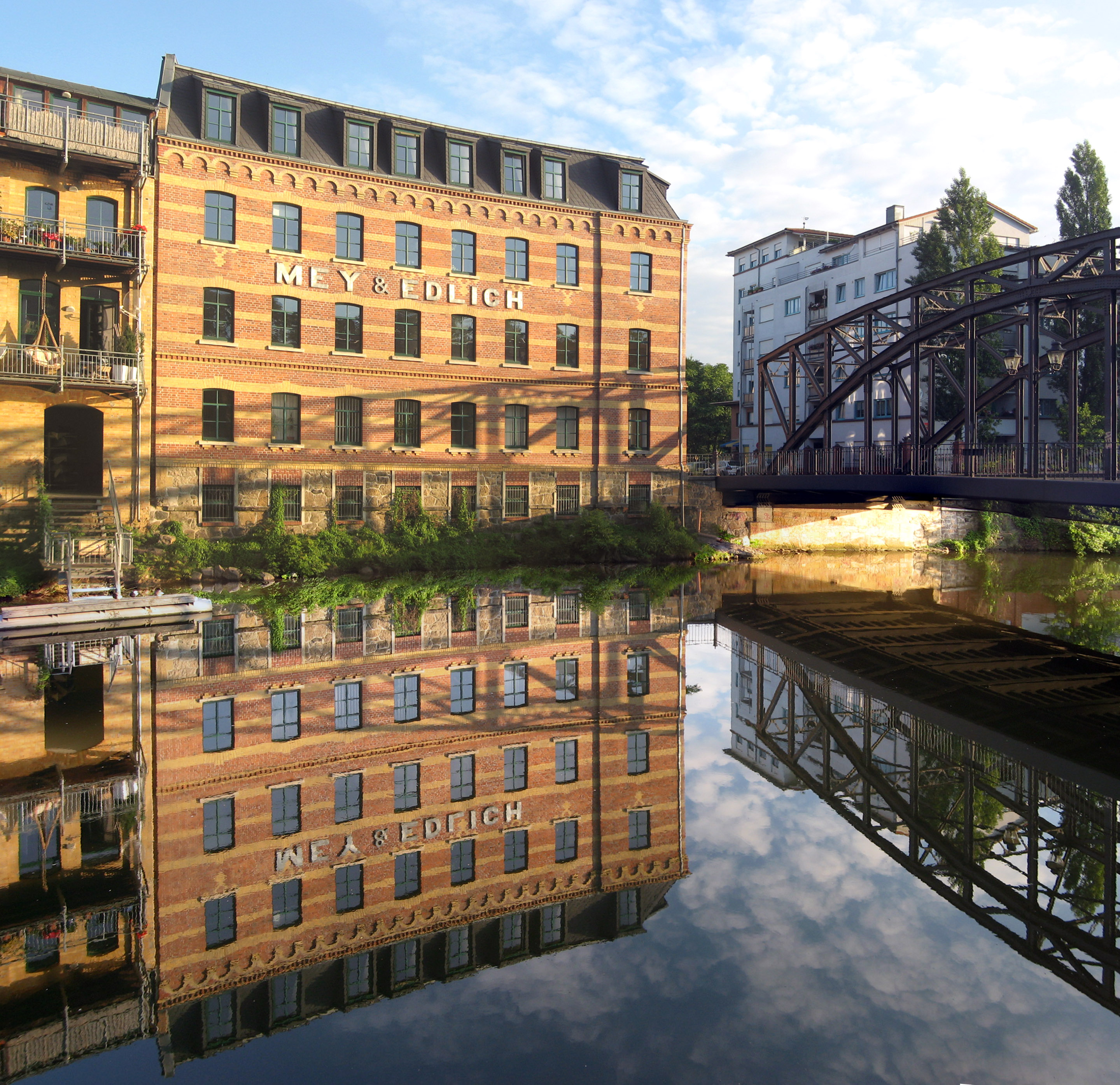
Unternehmenssitz, seit 2007 wieder in der Plagwitzer Ernst-Mey-Straße 1a
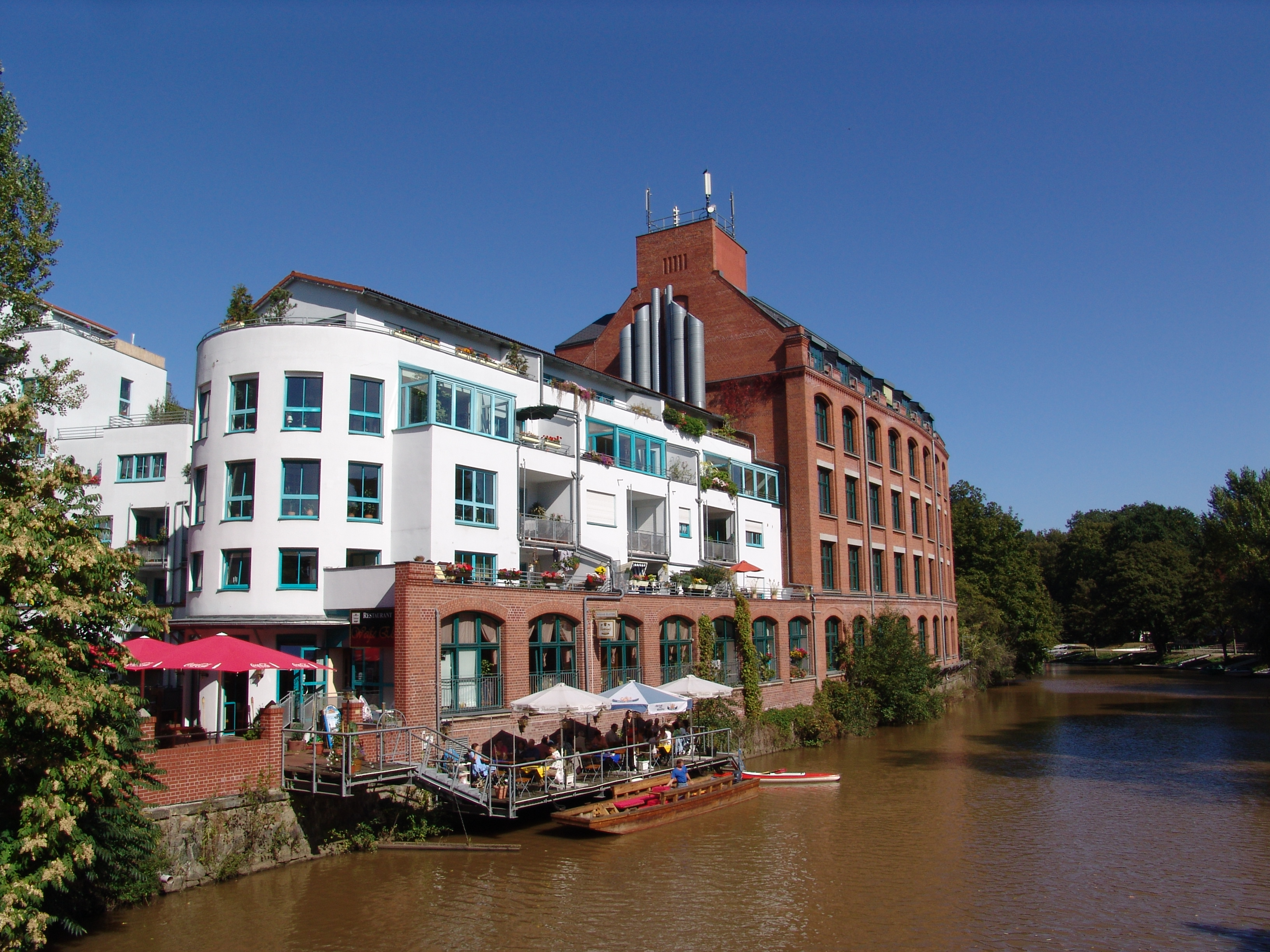
Ehemaliges Fabrikgebäude in der Nonnenstraße 5c und 5d, heute Integration eines Neubaus

## Gegenwart
In Leipzig wurde nach der politischen Wende die Produktion eingestellt. Das Produktionsgebäude in der Nonnenstraße wurde 1998 saniert und zu Wohnungen und Gewerberäumen umgebaut.
Das Münchner Modehandelsunternehmen, das neben seinem Stammhaus zuletzt 20 Geschäfte, unter anderem in Berlin, Hamburg, Nürnberg, Stuttgart, Frankfurt am Main und Dresden, besaß, musste im Jahr 2004 Insolvenz anmelden.
Einige Zeit später wurden Marke und Katalog wiederbelebt. Ende 2004 erwarb das Versandhaus Walbusch Walter Busch in Solingen die Markenrechte des Textilunternehmens, um es als reinen Versandhandel für Herrenoberbekleidung in Leipzig neu aufzubauen. Nach dem Relaunch der Marke präsentiert Walbusch unter dem Namen Mey & Edlich seit 2007 hochwertige Business- und Freizeitkleidung vor allem für jüngere Käufer. Der Sitz des neuen Versandhandelsunternehmens befindet sich wieder im 1885 von Ernst Mey erworbenen – jedoch von 1953 bis 2006 von dem Unternehmen nicht selbst genutzten – Gebäude in der schon im Oktober 1888 nach Mey benannten Ernst-Mey-Straße 1a. Der Geschäftsbetrieb mit Einkauf, Vertrieb, Callcenter und Verwaltung wird allerdings vollständig von Solingen aus geführt. Das Familienunternehmen Walbusch unterhält hier auch sein Versandzentrum.